# Cascinette d'Ivrea
Cascinette d'Ivrea es una localidad y comune italiana de la provincia de Turín, región de Piamonte, con 1.491 habitantes.

## Evolución demográfica
| Gráfica de evolución demográfica de Cascinette d'Ivrea entre 1861 y 2001 |
|                                                                          |
| Fuente ISTAT - elaboración gráfica de Wikipedia                          |